# Tilly Keeper
Tilly Keeper, född den 16 augusti 1997 i London, Storbritannien är en brittisk skådespelare.
Keeper har bland annat medverkat i TV-serien Eastenders  2016-2020, You år 2023 samt i filmen Marooned Awakening 2022.

## Filmografi (i urval)
- 2016-2020: Eastenders
- 2019: Marooned Awakening
- 2023: You